# فراموشی کودکی
فراموشی کودکی که فراموشی نوزادی نیز نامیده می‌شود، ناتوانی بزرگسالان در بازیابی خاطرات اپیزودیک (خاطرات موقعیت‌ها یا رویدادها) قبل از سن دو تا چهار سالگی و همچنین قبل از ده سالگی در برخی از افراد مسن است که نسبت به چیزی که انتظار می‌رود با توجه به گذشت زمان خاطرات کمتری را به یاد می‌آورند. برخی معتقدند که رشد خودِ شناختی بر رمزگذاری و ذخیره خاطرات اولیه مؤثر است.
برخی از تحقیقات نشان داده‌اند که کودکان می‌توانند وقایع را از یک سالگی به خاطر بسپارند، اما ممکن است با بزرگ‌تر شدنشان این خاطرات کاهش یابند. روانشناسان در تعریف شروع فراموشی دوران کودکی اختلاف نظر دارند. برخی آن را سنی که می‌توان اولین خاطره را بازیابی کرد، تعریف می‌کنند. این سن معمولاً سه یا چهار سالگی است، اما می‌تواند از دو تا هفت سال برای برخی متغیر باشد.
تغییر در رمزگذاری، ذخیره و بازیابی خاطرات در اوایل دوران کودکی، همه عواملی مهم در بررسی فراموشی دوران کودکی هستند.